# The Boys (Fernsehserie)/Staffel 3
Die dritte Staffel der US-amerikanischen Action-Fernsehserie The Boys umfasst 8 Episoden und wurde zwischen dem 2. Juni und dem 7. Juli 2022 auf Prime Video sowohl im Original als auch auf Deutsch erstveröffentlicht, in den Zeitzonen UTC-12 bis UTC-6 bereits jeweils einen Tag vorher.

## Episoden
| Nr. (ges.) | Nr. (St.) | Deutscher Titel                              | Originaltitel                               | Erstveröffentlichung USA | Deutschsprachige Erstveröffentlichung (D/A/CH) | Regie           | Drehbuch                       |
| --- | --------- | -------------------------------------------- | ------------------------------------------- | ------------------------ | ---------------------------------------------- | --------------- | ------------------------------ |
| 17 | 1         | Payback                                      | Payback                                     | 2. Juni 2022             | 3. Juni 2022                                   | Philip Sgriccia | Craig Rosenberg                |
| Ein Jahr nach der öffentlichen Kontroverse mit Stormfront arbeiten Butcher und die meisten der Boys als Auftragnehmer in Neumans Büro für Superheldenangelegenheiten, um problematische Superhelden aufzuspüren und festzunehmen, wobei Hughie ihr Verbindungsmann ist. Edgar bietet Annie/Starlight, die nun öffentlich mit Hughie zusammen ist, die Co-Führung bei den Sieben an, um Voughts Ruf wiederherzustellen – sehr zum Missfallen Homelanders. Edgar versucht auch, V24, eine neue Compound-V-Variante, die Menschen vorübergehende Superkräfte ermöglicht, an Senator Robert Singer zu verkaufen – ohne Erfolg. Maeve trifft sich heimlich mit Butcher und bittet ihn, Payback aufzusuchen, eine Superheldengruppe, deren Popularität nach der Gründung der Sieben schwand, und die Wahrheit über den Tod ihres Anführers, Soldier Boy, herauszufinden, in der Hoffnung, einen Weg zu finden, um Homelander auszuschalten. Sie gibt ihm auch mehrere V24-Fläschchen, die er zu benutzen gedenkt. Beim Verlassen der Arbeit sieht Hughie einen Mann namens Tony, der behauptet, Neumans bester Freund zu sein, und sie Nadia nennt. Er folgt den beiden in eine Gasse, wo Tony sie auffordert, die Wahrheit über „Red River“ zu sagen. Sie weigert sich, was Tony dazu veranlasst, sich zu rächen, bevor sie ihn tötet, ohne zu wissen, dass Hughie die Szene beobachtet – versteckt hinter einer Mülltonne... |           |                                              |                                             |                          |                                                |                 |                                |
| 18 | 2         | Schimpansen weinen nicht                     | The Only Man In The Sky                     | 2. Juni 2022             | 3. Juni 2022                                   | Philip Sgriccia | David Reed                     |
| Während die Boys den Tod Soldier Boys untersuchen, besucht Hughie „Red River“, ein Waisenhaus für Kinder mit Superkräften, gibt sich als Adoptivanwärter aus und kopiert heimlich die Aufzeichnungen über alle Kinder vom Computer der Leiterin. Frenchie und Kimiko konfrontieren Crimson Countess, Soldier Boys Witwe, im Voughtland, aber sie entkommt und tötet dabei ein Maskottchen Homelanders. Butcher konfrontiert Soldier Boys ehemaligen Handlanger Gunpowder, wird aber bei der anschließenden Schießerei verletzt. Butcher ruft Hughie an und erklärt sich bereit, keine Gewalt mehr anzuwenden, aber ein desillusionierter Hughie informiert ihn über Neumans Kräfte und ändert seine Meinung. Butcher nimmt eine Dosis V24 und stellt sich Gunpowder erneut, besiegt ihn mit Leichtigkeit und erfährt, dass Soldier Boy in Nicaragua bei einem Einsatz für die CIA unter der Leitung Mallorys starb. Verärgert über diese Erkenntnis, tötet Butcher Gunpowder. Auf Anraten seiner Ex-Frau schließt sich MM wieder den Boys an. In Vorbereitung auf seine bevorstehende Geburtstagsfeier setzt Homelander Annie unter Druck, sich ihm gegenüber respektvoll zu verhalten, aber sie weist ihn mit Edgars Unterstützung zurück. Nachdem Stormfront wenige Stunden vor der Feier Selbstmord begeht, bricht Homelander während der Feierlichkeiten zusammen, schimpft, dass die Führungskräfte von Vought versuchen, ihn zu kontrollieren, und besteht darauf, dass die Welt ihn braucht, weil er der „wahre Held“ ist. |           |                                              |                                             |                          |                                                |                 |                                |
| 19 | 3         | Oh mein Gott, sie haben Soldier Boy getötet! | Barbary Coast                               | 2. Juni 2022             | 3. Juni 2022                                   | Julian Holmes   | Anslem Richardson & Geoff Aull |
| Nach Homelanders Schimpftirade steigen seine PR-Ratings unter den weißen Männern auf dem Lande sprunghaft an, was die Führungskräfte von Vought dazu veranlasst, eine passivere Haltung gegenüber seinen Aktionen einzunehmen, sehr zu Homelanders Wohlgefallen. Unter dem Druck Homelanders während der Reality-TV-Show "American Hero" (eine Anspielung auf "Next Topmodel) schließt sich Annies Kindheitsfreund und Ex-Freund Supersonic den Sieben an, während The Deep ebenfalls wieder eingestellt wird. Homelander verkündet daraufhin, dass er und Annie ineinander verliebt sind, was sie nur widerwillig erwidert. In der Zwischenzeit enthüllt Mallory, dass Payback während des Kalten Krieges eingesetzt wurde, um die CIA im Kampf gegen eine kommunistische Regierung in Nicaragua zu unterstützen, aber bei einem Angriff von nicaraguanischen und russischen Soldaten getötet wurde, wobei Soldier Boy durch eine russische Superwaffe getötet wurde. Wütend darüber, dass Mallory ihn nicht früher über die Existenz der Superwaffe aufgeklärt hat, und immer noch unter den Nebenwirkungen von V24 leidend, stürmt Butcher hinaus und gibt Ryan die Schuld an Beccas Tod. Später zwingt Butcher Frenchie dazu, dessen ehemalige Chefin "Little Nina" Namenko zu kontaktieren, um einen Transport nach Russland zu organisieren. |           |                                              |                                             |                          |                                                |                 |                                |
| 20 | 4         | Russen, Hamster, Superhelden                 | Glorious Five Year Plan                     | 9. Juni 2022             | 10. Juni 2022                                  | Julian Holmes   | Meredith Glynn                 |
| Butcher trifft sich mit Namenko und handelt aus, dass die Jungen nach Russland gebracht werden, wenn sie im Gegenzug eine bestimmte Zielperson töten. Als Hughie von dem V24 erfährt, bittet er Butcher, es ihm zur Verfügung zu stellen. Dieser lehnt ab, aber Hughie injiziert sich heimlich eine Dosis. Als die Boys ein geheimes Labor infiltrieren, werden sie von russischen Soldaten überwältigt, bis Butcher und Hughie ihre Kräfte einsetzen. Butcher entdeckt und öffnet eine Kapsel mit einem noch lebenden Soldier Boy, der einen Energiestoß freisetzt, der Kimiko schwer verwundet und sie ohnmächtig zusammensacken lässt. Die Boys ziehen sich zurück, um sie zu stabilisieren, während Soldier Boy flieht. Neuman hält währenddessen eine Pressekonferenz ab, um Homelanders Situation anzusprechen, verrät Edgar jedoch, indem sie ihn öffentlich beschuldigt, Verbrechen begangen zu haben und diese zur Untersuchung zu übermitteln. Im Gegenzug gibt Homelander Neuman eine Dosis von Compound V, welches sie ihrer Tochter Zoe in den Rücken injiziert. Annie rekrutiert Maeve und Alex, die ihr helfen, sich gegen Homelander zu wehren. Alex versucht später, dasselbe mit A-Train zu tun, nachdem er gesehen hat, wie dieser von Homelander und Deep misshandelt wurde. Doch A-Train verrät den Plan, worauf Homelander Annie mit Alex' völlig aufgerissener Leiche konfrontiert, nachdem er ihn offenbar getötet hat. Er bedroht auch Hughies Leben, worauf sich Annie ihm unter Tränen unterwirft. |           |                                              |                                             |                          |                                                |                 |                                |
| 21 | 5         | Der Feind meines Feindes                     | The Last Time To Look On This World Of Lies | 16. Juni 2022            | 17. Juni 2022                                  | Nelson Cragg    | Ellie Monahan                  |
| Frenchie lässt Kimiko in einem Krankenhaus aufnehmen, wo sie überglücklich ist, zu erfahren, dass sie ihre Kräfte verloren hat. Sie und Frenchie bemerken, dass sie mehr füreinander empfinden und küssen sich, aber Nina konfrontiert Frenchie danach mit einem weiteren Attentatsauftrag. Hughie offenbart Annie seine Verwendung durch V24. Maeve gibt Butcher eine weitere Ladung V24, bevor sie mit ihm trinkt und Sex hat. Homelander und Black Noir finden dies jedoch heraus und nehmen sie fest. Nach Edgars Weggang wird Ashley zum CEO von Vought befördert. A-Train fordert Blue Hawk, einen Polizisten, der Afroamerikaner in Trenton, New Jersey, rassistisch verfolgt hat, auf, sich öffentlich zu entschuldigen, doch Blue Hawk provoziert eine gewalttätige Auseinandersetzung, bei der mehrere Umstehende verletzt werden, darunter auch A-Trains Bruder Nathan. Nach seiner Rückkehr nach Amerika verursacht Soldier Boy versehentlich eine Explosion, die die Boys alarmiert. MM, Hughie und Butcher besuchen die Legende, einen ehemaligen Vought-Manager, der ihnen verrät, dass Soldier Boy nach der Countess sucht. Die Boys finden sie zuerst und setzen sie außer Gefecht. Als Soldier Boy eintrifft, schlägt Butcher eine Kooperation zwischen den beiden vor, doch dieser tötet die Countess, nachdem er erfahren hat, dass sie ihn an die Russen verraten hat. Annie, die auf Wunsch von MM gekommen ist, bittet Hughie, sich Butcher und Soldier Boy nicht anzuschließen, aber Hughie tut dies sichtlich widerwillig... |           |                                              |                                             |                          |                                                |                 |                                |
| 22 | 6         | Herogasm                                     | Herogasm                                    | 23. Juni 2022            | 24. Juni 2022                                  | Nelson Cragg    | Jessica Chou                   |
| The Deep und Homelander entdecken Sicherheitsvideos, die zeigen, wie Soldier Boy die Countess tötet, woraufhin Black Noir seinen Ortungschip herausschneidet und spurlos verschwindet. Nina entführt Kimiko und Frenchies ehemalige Partnerin Cherie und zwingt ihn, sich zu entscheiden, wen sie verschonen will, aber Kimiko befreit sich und tötet Ninas Handlanger, während Nina selbst entkommt. Butcher und Hughie helfen Soldier Boy, seine ehemaligen Teamkollegen aufzuspüren, und verlangen im Gegenzug dafür seine Hilfe, um Homelander zu töten. MM und Annie machen die TNT-Zwillinge in Montpelier ausfindig, wo sie „Herogasm“ veranstalten, eine jährliche, seit 75 Jahren stattfindende Super-Orgie. Nachdem die Zwillinge behaupten, Noir habe auch ihn an die Russen verkauft, setzt Soldier Boy versehentlich eine weitere Energieexplosion frei, die das Gebäude zerstört und die Zwillinge sowie mehrere Gäste tötet. Soldier Boy, ein auf V24-gedopter Butcher und Hughie kämpfen gemeinsam gegen Homelander, der entkommt, bevor Soldier Boy seine Kräfte einsetzen kann. A-Train hingegen nutzt seine Super-Power, um Blue Hawk brutal zu töten, bricht dann aber aufgrund Herzversagens zusammen. Nach einem privaten Treffen mit Neuman, die ihr ihre Kräfte offenbart und versucht, sich mit ihr zu verbünden, filmt eine müde Annie einen Livestream, in dem sie ihren Austritt aus den „Seven“ bekannt gibt und Vought, Homelander und Soldier Boy öffentlich verurteilt... |           |                                              |                                             |                          |                                                |                 |                                |
| 23 | 7         | Starlight im Shitstorm                       | Here Comes a Candle to Light You to Bed     | 30. Juni 2022            | 1. Juli 2022                                   | Sarah Boyd      | Paul Grellong                  |
| In Rückblenden stellt sich heraus, dass Black Noir Soldier Boy mit Hilfe von Payback, der Soldier Boy sein missbräuchliches Verhalten übel nahm, in Edgars Auftrag an die Russen verkauft hat. In der Gegenwart wird A-Train nach einer Herztransplantation von Blue Hawk erfolgreich wiederbelebt. Butcher, Hughie und Soldier Boy suchen das Payback-Mitglied Mindstorm auf, der Butcher überwältigt und ihn in Erinnerungen an seinen missbrauchenden Vater und den Selbstmord seines kleinen Bruders Lenny gefangen hält. Hughie überredet Mindstorm, Butcher im Austausch für seine Freiheit zu befreien, aber Soldier Boy tötet Mindstorm kurz darauf. Während sie Compound V für Kimiko bei Vought holt, entdeckt Annie, dass V24 den Anwender nach drei bis fünf Dosen tötet. Homelander konfrontiert Annie mit ihrem Livestream, aber sie nimmt ihn dabei auf, wie er seine Verbrechen gesteht, und postet das Video in den sozialen Medien. Frenchie injiziert Kimiko Compound V, wodurch ihre Verletzungen geheilt und ihre Kräfte wiederhergestellt werden. Annie informiert Butcher über die Risiken von V24, aber Butcher entscheidet sich, Hughie diese Information vorzuenthalten. Soldier Boy ruft Homelander an und offenbart ihm, dass er sein biologischer Vater ist. |           |                                              |                                             |                          |                                                |                 |                                |
| 24 | 8         | Ich bin von deinem Blut!                     | The Instant White-Hot Wild                  | 7. Juli 2022             | 8. Juli 2022                                   | Sarah Boyd      | Logan Ritchey & David Reed     |
| Homelander überredet Ryan, zu ihm zurückzukehren. Da er Hughie nicht weiter schaden will, schlägt Butcher ihn KO und lässt ihn an einer Tankstelle zurück, während er mit Soldier Boy nach New York fährt. Maeve entkommt aus dem Gewahrsam und trifft sich mit MM, Hughie und Starlight, die vorher Hughie – der sich für seine Fehler entschuldigt – abgeholt hat. Als Homelander erfährt, dass Black Noir wusste, dass er der Sohn von Soldier Boy ist, tötet er ihn. Soldier Boy und Butcher treffen die Boys, Starlight und Maeve und beschließen, sich zuerst um Homelander zu kümmern; Butcher sperrt die Boys und Starlight in einen Safe-Raum und begibt sich mit Maeve und Soldier Boy zum Vought Tower. Dort fleht Homelander Soldier Boy an, ihn und Ryan als seine Familie zu akzeptieren, aber Soldier Boy bezeichnet ihn als Enttäuschung und greift ihn an. Ryan schlägt zurück und Soldier Boy versucht, ihn zu töten; Homelander beschützt ihn, unterstützt von Butcher. Maeve kämpft gegen Homelander und wird schwer verletzt. Als Soldier Boy versucht, seinen Körper zu einer weiteren Explosion aufzuladen, um den gesamten Tower in die Luft zu jagen und alle darin zu töten, springt Maeve gemeinsam mit ihm vom Turm und beide explodieren im Fallen. Ryan nimmt Homelanders Hand und beide verschwinden. In der Folge trauert die Öffentlichkeit um Maeve, die jedoch überlebt, aber ihre Kräfte verloren hat. Butcher erfährt, dass er durch das V24 nur noch 12 bis 18 Monate zu leben hat. MM offenbart seiner Tochter seine dunkle Vergangenheit mit Supes. Soldier Boy wird wieder – unter Betäubung – in Gewahrsam genommen und Starlight wird als Mitglied der Boys akzeptiert. Sie erfahren, dass Neuman als Nachfolgerin für das Amt des Vizepräsidenten kandidiert und an anderer Stelle tauchen Homelander und Ryan bei einer Kundgebung seiner Anhänger auf, wo sich beide freuen, dass hier ihre Gewalt gegen Andersdenkende akzeptiert wird. |           |                                              |                                             |                          |                                                |                 |                                |